# مارك ماس
مارك ماس (بالإسبانية: Marc Mas) هو لاعب كرة قدم إسباني في مركز الهجوم، ولد في 1 يونيو 1990 في سيلس في إسبانيا. لعب مع نادي غوادالاخارا.